# Helen Holmes
Helen Holmes (Chicago, 19 giugno 1893 – Burbank, 8 luglio 1950) è stata un'attrice e sceneggiatrice statunitense.
Sposata al regista australiano J.P. McGowan, fu una protagonista dei serial cinematografici muti.

## Biografia
Inizia a lavorare come modella fotografica e come attrice teatrale, debuttando a Broadway nel 1909. A 17 anni, si deve trasferire in California, per prendersi cura del fratello malato di tubercolosi. Amica di Mabel Normand che nel 1912 è andata a lavorare a Hollywood per Mack Sennett, viene consigliata da questa di provare anche lei la strada del cinema.
Esordisce così in un corto prodotto dalla Keystone, Kings Court. Gira ancora un paio di film per Sennett, ma il suo tipo di bellezza, così poco glamour, la taglia fuori dai ruoli principali finché, l'anno seguente, non firma un contratto con la Kalem, una nuova casa di produzione hollywoodiana.

## La Kalem Company
Il primo film che Helen Holmes gira per la Kalem è Brought to Bay. Sul set, conosce il regista, l'australiano J.P. McGowan: i due intrecciano una relazione che sfocia ben presto nel matrimonio. In quegli anni, lo studio sfrutta le doti atletiche di Helen assegnandole ruoli da protagonista in una serie di film avventurosi e di azione. In un momento in cui il suffragio femminile era argomento di tutte le prime pagine dei giornali, la Pathé mette in cantiere un serial con un'eroina alle prese con una serie di disavventure che incontra grandissimo successo e fa diventare la sua protagonista, Pearl White, una stella di prima grandezza. La Kalem decide di rispondere producendo a sua volta un serial dal titolo The Hazards of Helen e a Helen Holmes viene assegnata la parte del titolo.
Intrepida e avventurosa, la Helen del serial si lancia all'inseguimento, salta sui treni, risolve le situazioni. Pur se talvolta viene salvata da un eroe maschio, si dimostra come una donna piena di inventiva e risoluta, un'eroina indipendente che, alla fine, assicura il cattivo alla giustizia.
The Hazards of Helen fa diventare Helen Holmes e McGowan delle star e i due decidono di capitalizzare la loro fama lasciando la Kalem per passare a lavorare con la Thomas H. Ince Productions e l'Universal Pictures. La coppia ha un discreto successo, ma quando i due passano a lavorare da indipendenti, cominciano problemi finanziari legati alla distribuzione dei loro film.

## Filmografia

### Attrice (parziale)
- Kings Court (1912)
- On His Wedding Day, regia di Mack Sennett (1913)
- Hide and Seek, regia di Mak Sennett (1913)
- The New Conductor, regia di Mack Sennett (1913)
- That Ragtime Band, regia di Mack Sennett (1913)
- Barney Oldfield's Race for a Life, regia di Mack Sennett (1913)
- Brought to Bay, regia di J.P. McGowan (1913)
- A Fight to a Finish, regia di J.P. McGowan (1913)
- The Treachery of a Scar, regia di J.P. McGowan (1913)
- Baffled, Not Beaten, regia di J.P. McGowan (1913)
- The Flying Switch, regia di J.P. McGowan (1913)
- Birds of Prey, regia di J.P. McGowan (1913)
- The Alibi, regia di J.P. McGowan (1913)
- The Substitute Engineer, regia di J.P. McGowan (1913)
- The Smuggler's Last Deal, regia di J.P. McGowan (1913)
- The Monogrammed Cigarette, regia di J.P. McGowan (1913)
- A Demand for Justice, regia di J.P. McGowan (1913)
- The Battle at Fort Laramie, regia di J.P. McGowan (1913)
- The Hermit's Ruse, regia di J.P. McGowan (1913)
- The Silent Warning, regia di J.P. McGowan (1913)
- The Runaway Freight, regia di J.P. McGowan (1913)
- The Stolen Tapestries, regia di J.P. McGowan (1913)
- The Express Car Mystery, regia di J.P. McGowan (1913)
- In Peril of His Life, regia di J.P. McGowan (1913)
- The Foot Print Clue, regia di J.P. McGowan (1913)
- Gilt Edge Stocks, regia di J.P. McGowan (1913)
- Explosive 'D', regia di J.P. McGowan (1914)
- Playing for a Fortune, regia di J.P. McGowan (1914)
- The County Seat War, regia di J.P. McGowan (1914)
- A Million in Jewels, regia di J.P. McGowan (1914)
- The Delayed Special
- The Refrigerator Car's Captive, regia di J.P. McGowan (1914)
- Fast Freight 3205, regia di William Brunton e J.P. McGowan (1914)
- Under Desperation's Spur, regia di J.P. McGowan (1914)
- The Nurse and the Counterfeiter (1914)
- The Stolen Rembrandt, regia di Leo D. Maloney e J.P. McGowan (1914)
- A Man's Soul, regia di Leo D. Maloney, J.P. McGowan (1914)
- The Conductor's Courtship, regia di J.P. McGowan (1914)
- The Flaw in the Alibi, regia di J.P. McGowan (1914)
- Kaintucky Bill, regia di Kaintucky Bill (1914)
- A String of Pearls, regia di J.P. McGowan (1914)
- The Express Messenger, regia di J.P. McGowan (1914)
- The Rival Railroad's Plot, regia di J.P. McGowan (1914)
- The Identification, regia di J.P. McGowan (1914)
- The Operator at Black Rock, regia di J.P. McGowan (1914)
- Near Death's Door, regia di J.P. McGowan (1914)
- The Car of Death, regia di J.P. McGowan (1914)
- The Oil Well Conspiracy, regia di J.P. McGowan (1914)
- Into the Depths, regia di Robert G. Vignola (1914)
- Grouch, the Engineer, regia di J.P. McGowan (1914)
- The Lost Mail Sack, regia di J.P. McGowan (1914)
- From Peril to Peril, regia di J.P. McGowan (1914)
- The Demon of the Rails, regia di J.P. McGowan (1914)
- The Hazards of Helen, regia di J. Gunnis Davis, J.P. McGowan, Robert G. Vignola e, non accreditati, Helen Holmes, Paul Hurst, Leo D. Maloney (1914)
- Helen's Sacrifice, regia di J.P. McGowan
(ep. 1 del serial: The Hazards of Helen)  (1914)
- His Nemesis, regia di J.P. McGowan (1914)
- The Plot at the Railroad Cut, regia di J.P. McGowan
(ep. 2 del serial: The Hazards of Helen) (1914)
- The Girl at the Throttle, regia di J.P. McGowan
(ep. 3 del serial: The Hazards of Helen)  (1914)
- The Stolen Engine, regia di J.P. McGowan
(ep. 4 del serial: The Hazards of Helen) (1914)
- The Flying Freight's Captive, regia di J.P. McGowan
(ep. 5 del serial: The Hazards of Helen)  (1914)
- The Black Diamond Express, regia di J.P. McGowan
(ep. 6 del serial: The Hazards of Helen) (1914)
- The Escape on the Limited, regia di J.P. McGowan
(ep. 7 del serial: The Hazards of Helen) (1914)
- The Girl Telegrapher's Peril, regia di J.P. McGowan
(ep. 8 del serial: The Hazards of Helen)(1915)
- The Leap from the Water Tower, regia di J.P. McGowan
(ep. 9 del serial: The Hazards of Helen) (1915)
- The Broken Circuit, regia di J.P. McGowan
(ep. 10 del serial: The Hazards of Helen) (1915)
- The Fast Mail's Danger, regia di J.P. McGowan
(ep. 11 del serial: The Hazards of Helen) (1915)
- The Little Engineer, regia di J.P. McGowan
(ep. 12 del serial: The Hazards of Helen) (1915)
- The Escape on the Fast Freight, regia di Paul Hurst
(ep. 13 del serial: The Hazards of Helen)  (1915)
- The Red Signal, regia di Paul Hurst
(ep. 14 del serial: The Hazards of Helen) (1915)
- The Engineer's Peril, regia di J.P. McGowan
(ep. 15 del serial: The Hazards of Helen)  (1915)
- The Open Drawbridge
(ep. 16 del serial: The Hazards of Helen) (1915)
- The Death Train
(ep. 17 del serial: The Hazards of Helen) (1915)
- The Railroad Raiders of '62 o Railroad Raiders of '62, regia di J.P. McGowan
(ep. 19 del serial: The Hazards of Helen) (1915)
- The Girl at Lone Point
(ep. 20 del serial: The Hazards of Helen) (1915)
- A Life in the Balance, regia di J.P. McGowan
(ep. 21 del serial: The Hazards of Helen) (1915)
- The Girl on the Trestle
(ep. 22 del serial: The Hazards of Helen) (1915)
- The Girl Engineer, regia di J.P. McGowan
(ep. 23 del serial: The Hazards of Helen)  (1915)
- A Race for a Crossing
(ep. 24 del serial: The Hazards of Helen) (1915)
- The Box Car Trap
(ep. 25 del serial: The Hazards of Helen) (1915)
- The Wild Engine
(ep. 26 del serial: The Hazards of Helen) (1915)
- The Broken Train, regia di J.P. McGowan (1915)
- A Railroader's Bravery, regia di J.P. McGowan (1915)
- The Human Chain, regia di J.P. McGowan (1915)
- The Pay Train, regia di J.P. McGowan (1915)
- Near Eternity
- In Danger's Path, regia di J.P. McGowan
(ep. 33 del serial: The Hazards of Helen)(1915)
- The Midnight Limited, regia di J.P. McGowan (1915)
- A Wild Ride, regia di J.P. McGowan (1915)
- A Deed of Daring
- The Girl on the Engine
- The Fate of Number One
- The Substitute Fireman
- The Limited's Peril
- A Perilous Chance
- Train Order Number Forty-Five
- The Broken Rail
- Nerves of Steel
- A Girl's Grit
- A Matter of Seconds
- The Runaway Boxcar
- The Watertank Plot
- A Test of Courage
- The Mettle of Jerry McGuire
- A Desperate Leap
- When Rogues Fall Out
- The Girl and the Game
- Whispering Smith  (1916)
- Medicine Bend
- Judith of the Cumberlands

- The Lone Hand, regia di B. Reeves Eason (1922)

- The Train Wreckers, regia di J.P. McGowan (1925)
- The Lost Express, regia di J.P. McGowan (1925)

- Crossed Signals, regia di J.P. McGowan (1926)

- Whispering Smith, regia di George Melford (1926)

### Sceneggiatrice
- The Girl Engineer, regia di J.P. McGowan - cortometraggio (1915)
- The Yellow Star, regia di J.P. McGowan (1915)
- A Fight to a Finish, regia di J.P. McGowan (1915)
- The Mettle of Jerry McGuire, regia di J.P. McGowan (1915)
- A Desperate Leap, regia di J.P. McGowan (1915)
- When Rogues Fall Out, regia di J.P. McGowan (1915)
- The Girl and the Game, regia di J.P. McGowan (1915)